# کاورس‌فیلد
کاورس‌فیلد (به انگلیسی: Caversfield) یک روستا و محله مدنی در بریتانیا است که در چرول واقع شده‌است. کاورس‌فیلد ۴٫۵۲ کیلومتر مربع مساحت و ۱٬۷۸۸ نفر جمعیت دارد.